# FIFA 14
FIFA 14 — двадцать первая футбольная игра из серии игр FIFA.
FIFA 14 была официально анонсирована 17 апреля 2013 года для платформ PlayStation 3, Xbox 360 и Windows. Для этих устройств игра основана на движке, который использовался в предыдущих выпусках FIFA — Impact Engine. Дата релиза — 24 сентября 2013 года в Северной Америке и 27 сентября 2013 года в остальных регионах.
21 мая 2013 года на презентации Xbox One был анонсирован новый движок EA Sports Ignite, на котором базируется FIFA 14 для next-gen консолей. Помимо футбольного симулятора, движок используют Madden NFL 25, NBA Live 14 и UFC. Дата выхода для платформ Xbox One и PlayStation 4 — ноябрь 2013 года.
Лицом игры является Лионель Месси.
Для PlayStation 2 и PlayStation Portable серия игр FIFA стала последней.

## Нововведения игры

### Геймплей

#### Безупречный удар
В игре была изменена система ударов, теперь игроки могут менять ширину шага и выбирать угол подхода к мячу таким образом, чтобы нанести наиболее опасный удар по воротам. Игроки могут наносить неподготовленные удары из неудобного положения.

#### Контроль мяча
Появилась возможность оттеснять защитников от мяча, уводя мяч благодаря новой интуитивной механике.

#### Реалистичная физика мяча
Теперь траектория полёта мяча в игре соответствует физике полёта реального мяча, появились ещё более сильные и техничные удары. Футболисты могут пробивать сильные удары с дальней дистанции, а также закручивать мяч, как в настоящем футболе.

#### Интеллект партнёров по команде
Улучшенная система принятия решений в игре обеспечит более качественную опеку игроков и отслеживание перемещений. Защитники смогут просчитывать варианты подстраховки и отбора мяча. У нападающих появились новые приёмы для обмана соперника. Они будут создавать свободное пространство в атаке, выполнять забегание за спину и контролировать темп игры.

#### Точность движений
Путь по которому перемещаются и взаимодействуют футболисты изменился, инерция и приземление ноги рассчитываются шаг за шагом в реальном времени, раньше это выполнялось при помощи определённой анимации.

### Режимы игры

#### Карьера
Одной из новых функций в режиме карьеры является добавление новой глобальной сети, которая позволяет нанять скаута для поиска талантов на протяжении всего сезона из различных клубов по всему миру.

#### Ultimate Team
В FIFA 14 на смену игровым схемам пришли стили сыгранности игроков, карточки смены формаций (расстановок, схем) и карточки морали удалены из игры. Аукцион переименован в «Трансферный рынок». Теперь появилась возможность назначать футболистам игровые номера, выбирать исполнителей всех стандартов и назначать капитана. В FUT Seasons будет десять дивизионов вместо пяти. В режиме появились 9 новых схем: 4-2-3-1 (2); 4-4-2 (2); 4-1-2-1-2 (2); 4-1-4-1; 4-5-1 (2); 4-3-3 (2) «Hold»; 4-3-3 (3) «Defend»; 4-3-3 (4) «Attack»; 4-3-3 (5) «False 9».
Режим «Ultimate Team» получит эксклюзивный контент для Xbox One: Football Legends — появились легендарные футболисты прошлого, такие как Рууд Гуллит, Деннис Бергкамп, Фредрик Юнгберг и другие, всего — 42 футболиста.

#### Совместные сезоны
EA Sports объявила о появлении в игре нового сетевого режима под названием «Совместные сезоны» (Co-op Seasons). В этом режиме любой игрок может принять участие в рейтинговой сетевой игре «2 на 2», объединившись со своим другом против двух других игроков и вместе вывести свою команду в первый дивизион. Кроме того, режим Match Day был добавлен в Сезоны и Совместные сезоны, тем самым полностью объединяя сетевую игру с реальным положением дел в лучших лигах мира.

## Комментаторы
В русскоязычной версии FIFA 14 матчи комментируют Юрий Розанов, Василий Соловьёв и новичок, который будет действовать у кромки поля — Александр Логинов (победитель конкурса комментаторов, проводимый телеканалом «Россия 2»).

## Лиги, команды, сборные
В FIFA 14 полностью лицензированы 19 бразильских клубов и сборная Бразилии, Чемпионат Польши — Экстракласса и национальная сборная страны, до этого момента польский чемпионат присутствовал в игре под вымышленным названием «Polska Liga» и не имел лицензирования. Из новых лиг в игре добавились лига Чили, аргентинская Примера-Дивизион и Колумбийская Лига. В игре появился первый украинский клуб — донецкий «Шахтёр» и его стадион «Донбасс Арена». Всего в игре 33 официально лицензированные лиги, свыше 600 клубов и более 16 тысяч футболистов.

## Стадионы
По сравнению с FIFA 13 в список лицензированных стадионов игры вернулся стадион «Камп Ноу» и добавились стадионы «Гудисон Парк», «Бомбонера» и «Донбасс Арена».

## Саундтрек
Саундтрек FIFA 14 состоит из 37 песен.
- American Authors — «Hit It»
- Amplify Dot — «Get Down»
- Bloc Party — «Ratchet»
- Chinza Dopeness — «T.U.B.E.»
- Chvrches — «We Sink»
- / Crystal Fighters — «Love Natural»
- Dan Croll — «Compliment Your Soul»
- David Dallas — «Runnin»
- De Staat — «Down Town»
- Disclosure — «F for You»
- Empire of the Sun — «Alive»
- Foals — «My Number» (Trophy Wife Remix)
- / Grouplove — «I’m with You»
- Guards — «I Know It’s You»
- Illya Kuryaki and the Valderramas — «Funky Futurista»
- Jamie N Commons — «Marathon»
- John Newman — «Love Me Again»
- Karol Conka — «Boa Noite»
- Los Rakas — «Hot»
- Marcelo D2 — «Você Diz Que o Amor Não Dói»
- Miles Kane — «Don’t Forget Who You Are»
- Nine Inch Nails — «Copy of A»
- OK KID — «Am Ende»
- Oliver — «Mechanical»
- Olympic Ayres — «Magic»
- Portugal. The Man — «Purple Yellow Red and Blue»
- Роберт Делонг — «Here»
- / Rock Mafia feat. Wyclef Jean and David Correy — «I Am»
- Smallpools — «Dreaming»
- The 1975 — «The City»
- The Chain Gang of 1974 — «Miko»
- The Colourist — «Little Games» (St. Lucia Remix)
- The Naked and Famous — «Hearts Like Ours»
- The Royal Concept — «On Our Way»
- Vampire Weekend — «Worship You»
- Wretch 32 — «24 Hours»
- You Me at Six — «Lived a Lie»

## Варианты издания[26]
| Игра FIFA 14                                              | Да             | Да               | Да             | Да             |
| 4 золотых набора FIFA Ultimate Team                       | Нет            | Нет              | Нет            | Да (предзаказ) |
| 24 золотых набора FIFA Ultimate Team (по одному в неделю) | Да             | Да               | Да             | Нет            |
| Предметы EASFC                                            | Да             | Да               | Да             | Ограничено     |
| Коллекционная упаковка                                    | Да             | Да               | Нет            | Нет            |
| Предзаказ                                                 |                |                  |                |                |
| Дата окончания продаж                                     | 1 августа 2013 | 26 сентября 2013 | 1 августа 2013 | Не ограничено  |

## Критика
| Сводный рейтинг       | Сводный рейтинг                                                                      |
| Агрегатор             | Оценка                                                                               |
| --------------------- | ------------------------------------------------------------------------------------ |
| GameRankings          | 89,92 % (XONE) 87,92 % (PS4) 82,74 % (X360) 86,16 % (PS3) 82,67 % (PC) 78,80 % (iOS) |
| Metacritic            | 84/100 (X360) 86/100 (PS3) 86/100 (PS4) 87/100 (PC) 88/100 (XONE)                    |
| Иноязычные издания    |                                                                                      |
| Издание               | Оценка                                                                               |
| CVG                   | 9/10 (X360)                                                                          |
| Eurogamer             | 8/10 (PS3)                                                                           |
| Famitsu               | 37/40 (PS3/X360) 30/40 (PSV) 25/40 (PSP)                                             |
| Game Informer         | 8,75/10                                                                              |
| GameSpot              | 8/10 (PS3)                                                                           |
| GamesRadar+           | (X360)                                                                               |
| IGN                   | 9,0/10                                                                               |
| Русскоязычные издания |                                                                                      |
| Издание               | Оценка                                                                               |
| Absolute Games        | 75 %                                                                                 |

FIFA 14 получила премию BAFTA в области игр 2014 года в номинации «Sports».